# Nomi del Giappone

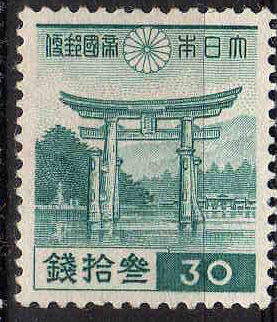
Francobollo giapponese

I nomi del Giappone variano a seconda della lingua utilizzata: i nomi giapponesi propri sono Nippon e Nihon, originati dalla lettura giapponese del nome cinese del Giappone 日本国 Rìběnguó ("il Paese dell'origine del Sole").
Il nome Giappone, insieme con le omologhe forme nelle altre lingue occidentali, viene dalla corruzione Cipango o Zipangu del nome cinese, introdotta in Europa da Marco Polo.
Nihon e Nippon si scrivono entrambi allo stesso modo con i caratteri kanji 日本, ma è talvolta possibile ridurre l'ambiguità della pronuncia utilizzando i furigana. Il nome Nippon è piuttosto usato formalmente per i documenti ufficiali, sulle banconote della valuta nazionale, sui timbri postali e per gli eventi sportivi internazionali. Nihon è un termine usato informalmente nella vita di tutti i giorni.
Attualmente il nome ufficiale è Nihon-koku o Nippon-koku, cioè "Paese del Giappone".

## Storia
Nippon e Nihon significano ambedue letteralmente "origine del Sole", cioè "luogo d'origine del Sole", espressione spesso tradotta come "Paese del Sol Levante".
Prima che il Giappone intrattenesse delle relazioni con la Cina, indicava se stesso sotto il nome di Yamato e sotto quello di Hi-no-moto, che significa "fonte del Sole", termine probabilmente dovuto alla posizione geografica del Giappone. L'antica Cina dell'epoca dei tre regni chiamava il Giappone Paese dei Wa (倭?). Anche se originariamente era un termine spregiativo (wa vuol dire "nano") un carattere diverso, 和, che ha delle connotazioni più positive, cominciò a essere usato. Retroattivamente tale carattere fu adottato in Giappone per notare il nome Yamato (大和?), spesso combinato col carattere 大, che significa "grande". Quando hi-no-moto fu scritto mediante i kanji gli si attribuirono i caratteri 日(giorno/Sole) e 本 (origine/radice). Tali caratteri erano letti hi-no-moto dai giapponesi.

Il carattere cinese per Wō o Wa, formato dal radicale "persona" 亻e da un elemento fonetico wěi o wa 委

L'origine di questo nome negli altri Paesi diversi dal Giappone si deve a una lettera inviata in Cina dal principe Shōtoku Taishi (聖徳太子? 574-622), che cominciava con: "Dall'imperatore del Sol Levante all'imperatore del Sol Calante» e si riferiva alla posizione del Giappone in rapporto con l'Estremo Oriente del continente asiatico. Per mezzo dei caratteri cinesi il termine "origine/radice del Sole" si scrive 日本, ma questi caratteri non si pronunciano allo stesso modo in Giappone e in Cina. La diplomazia cinese adottò questo nome inventato in Giappone, ma lo pronunciò in lingua mandarina. In cinese moderno i caratteri 日本 si trascrivono rìběn in hanyu pinyin. Nell'epoca della dinastia Tang la pronuncia di tali caratteri era approssimativamente [njitbə̌n]. Un antenato di tale forma cinese rìběn è all'origine del nome del Giappone in italiano e nelle altre lingue occidentali.
Nel corso del tempo in Giappone i caratteri 日本 non si lessero più hi-no-moto, ma cominciarono a essere pronunciate utilizzando la lettura cinese, ossia le pronunce cinesi deformate dalle orecchie giapponesi: nippon e poi più tardi anche nihon. Il carattere cinese 日 rappresenta la parola puramente giapponese nichi, che significa "giorno" e che viene abbreviata sotto la forma ni in nihon. Hon era un'alterazione fonetica di bon, a sua volta deformazione del cinese [bə̌n] (本) e che inizialmente significava "radice".
La parola Giappone giunse in Occidente a partire da antiche rotte commerciali. In mandarino la parola usata per indicare il Giappone fu notata da Marco Polo come Cipangu o Cypango. Questa forma corrisponde al cinese moderno 日本国 rìběnguó ("Paese della radice del Sole"). La pronuncia del nome è passato dal malese Japang, preso in prestito dal cinese (può essere un'antica versione della parola cantonese moderna yahtbun). Tale nome fu riscontrato dai mercanti portoghesi a Malacca nel corso del XVI secolo. Si pensa che questi mercanti portoghesi furono i primi a portare la parola Giappone in Europa. La si rincontra in inglese per la prima volta nel 1577 sotto la forma Giapan. In francese il termine è passato per Japan sulla carta di Jean Guérard del 1634 in cui la baia di Hudson è annotata come "grande oceano scoperto nel 1612, da Harry Hudson l'inglese, credendo di passare in Japan".
In italiano moderno il nome ufficiale è semplicemente Giappone. Dal periodo Meiji fino alla fine della seconda guerra mondiale il nome completo del Giappone era Impero del Grande Giappone (大日本帝国?, Dai-nippon teikoku). Più poeticamente un altro nome per l'impero era l'Impero del Sole. Il nome ufficiale della nazione fu cambiato dopo l'adozione della Costituzione del dopoguerra; il titolo "Stato del Giappone" è talvolta utilizzato come un equivalente corrente moderno. Il titolo ufficiale giapponese è Nipponkoku o Nihonkoku (日本国? letteralmente "Paese del Giappone").
Nonostante Nippon e Nihon siano sempre e di gran lunga i nomi più popolari nel Paese, recentemente le parole straniere Japan e Jipangu (da Ciapango) sono utilizzate in giapponese soprattutto per dei bisogni di aziende straniere.

## NihoneNippon
Nippon è usato spesso o sempre nelle costruzioni seguenti:
- Nippon-koku kenpō (日本国憲法? letteralmente "Costituzione del Giappone")
- Ganbatte Nippon! (がんばって日本?), che era un incoraggiamento per le squadre durante gli eventi sportivi internazionali, grossolanamente "resisti Giappone!".
- Nippon-bashi (日本橋?) è un quartiere nella città di Osaka in cui si trovano i negozi di elettronica.

Nihon è utilizzato sovente o sempre nelle costruzioni seguenti:
- Nihon-go (日本語? letteralmente "lingua giapponese")
- Nihon-shoki (日本書紀? letteralmente "Annali del Giappone", antica raccolta storica dell'VIII secolo, mai detto Nippon-shoki)
- Nihon-bashi (日本橋?) è il più vecchio e il più grande quartiere commerciale di Tokyo.
- Nihon-kai (日本海? letteralmente "mare del Giappone")
- Nihon Kōkū (日本航空? letteralmente "Japan Airlines")

## Yamato
Yamato corrisponde alla fine del III secolo alle colline e ai monti intorno all'antica capitale di Nara, chiamata provincia di Yamato. Il periodo Yamato (250-710) indica il periodo della storia del Giappone in cui si sviluppò una struttura politica e sociale nella provincia di Yamato.
Per estensione il popolo Yamato rappresenta l'etnia maggioritaria del Giappone, in opposto agli Ainu e alla popolazione di Okinawa, e la lingua di Yamato indica in giapponese il lessico della lingua indigena giapponese in opposto al lessico di origine cinese.

## Cipango

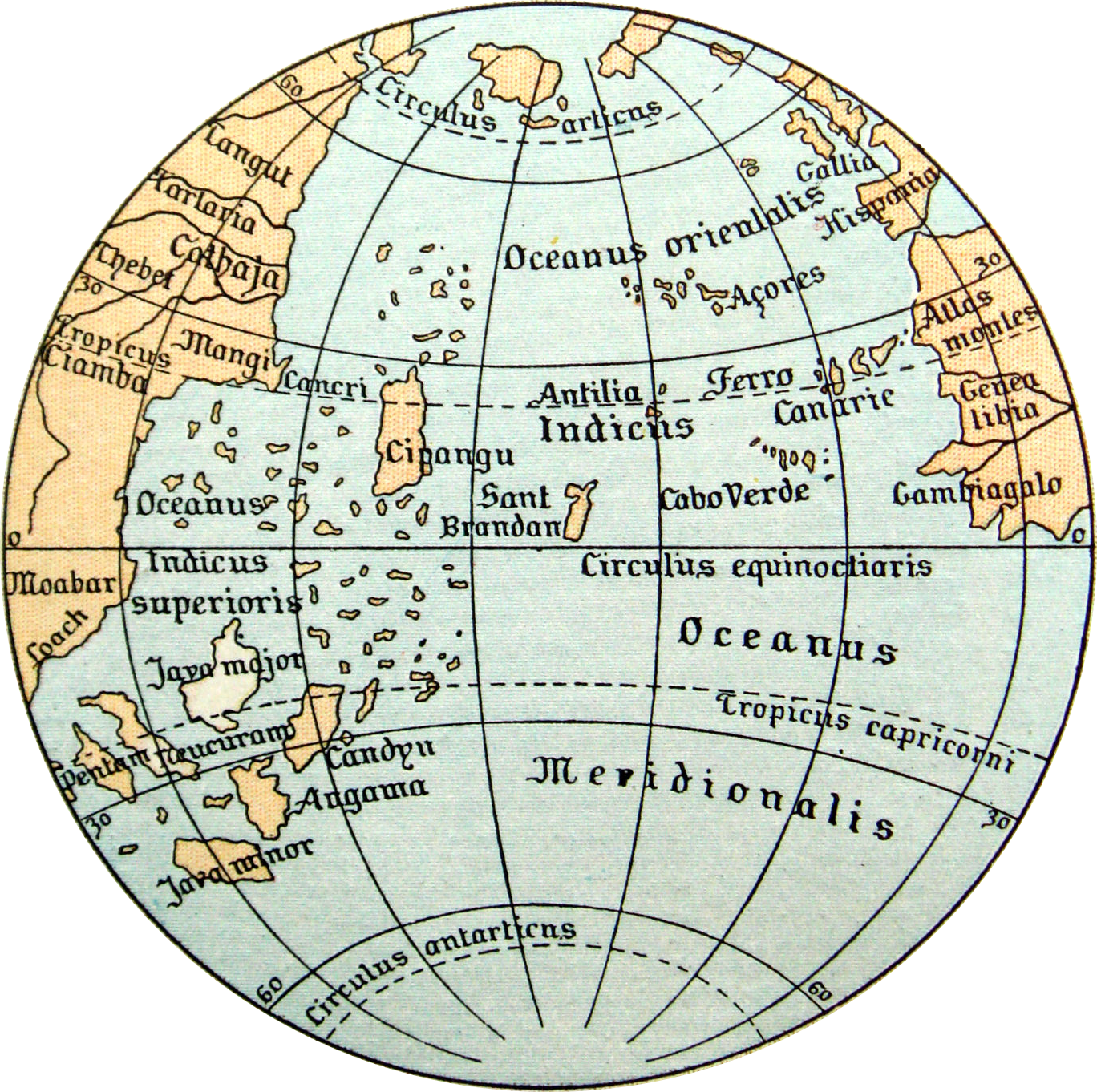
Il Giappone identificato come Cipangu nell'Erdapfel di Martin Behaim

Cipango (variante Cipangu) è il nome che Marco Polo diede all'isola del Giappone, durante i suoi viaggi nel mar Cinese Orientale.
Tale forma, corrisponde al cinese 日本国 (hanyu pinyin rìběnguó: "Paese della radice del giorno" o anche "Impero del Sol Levante"), pronunciato Jepèn-kwo in mandarino. La forma 日本 (hanyu pinyin rìběn: "radice del giorno"), pronunciata Jepèn in mandarino, è all'origine della parola Giappone.
Cristoforo Colombo credette di aver trovato Cipango poiché voleva raggiungere "l'inizio dell'Oriente" partendo "dall'inizio dell'Occidente": ossia partire dalla Spagna per arrivare in Cina attraversando l'oceano Atlantico. Fu così che invece scoprì l'America, perché trovò infatti un'isola dell'attuale mare Caraibico. Eppure egli era sicuro della sua posizione sul continente asiatico e affermò anche che la presenza di oro su quell'isola fosse la prova che si trattasse di Cipango.
Tale nome è ripreso da José-Maria de Hérédia nel suo poema Les Conquérants (da Les Trophées): "Essi avrebbero conquistato questo favoloso metallo che Cipango matura nelle sue miniere lontane".

## Jipangu
Jipangu (ジパング?) è un nome che indica il Giappone e che è divenuto recentemente alla moda per i film giapponesi, gli anime e i videogiochi. Il termine proviene probabilmente da Cipangu.

## Japon
Il nome Japon (pronunciato come in francese) è utilizzato nei titoli di una trasmissione televisiva domenicale: Sunday Japon, così come nel nome del bisettimanale Courrier Japon (pubblicazione cugina del Courrier International).

## Altri nomi
Dōngyáng (東洋? letteralmente "Oceano dell'Est"), è un termine cinese che indica il Giappone. Esso è in contrasto con Nanyang ("Oceano del Sud"), che indica l'Asia del sud-est e con Xiyang ("Oceano dell'Ovest"), che indica l'Occidente. In giapponese lo stesso termine, pronunciato tōyō, indica l'Oriente in generale.
Un altro antico nome per il Giappone è Ōyashima (大八洲?), che significa il "Paese delle otto isole". Le otto isole si riferiscono alla otto isole principali del Giappone create dagli dèi Izanami e Izanagi.